# Политические репрессии 1920-х годов в СССР
Полити́ческие репре́ссии в Росси́и сове́тского пери́ода в 1920-х года́х — политические репрессии, осуществлявшиеся в Советской России и СССР в 1920-х годах.
После окончания Красного террора периода Гражданской войны политические репрессии в Советской России и в образованном в 1922 году СССР продолжились. В 1922 году в связи с разработкой первого Уголовного кодекса РСФСР Владимир Ленин писал наркому юстиции Дмитрию Курскому 17 мая 1922 года:

Суд должен не устранить террор; обещать это было бы самообманом или обманом, а обосновать и узаконить его принципиально, ясно, без фальши и без прикрас. Формулировать надо как можно шире, ибо только революционное правосознание и революционная совесть поставят условия применения на деле, более или менее широкого. С коммунистическим приветом, Ленин.— Ленин В. И. Полное собрание сочинений. — Т. 45. — С. 190—191

## Политические репрессии 1920-х годов до образования СССР
В 1921 году ВЧК по делу «Петроградской боевой организации В. Н. Таганцева» было арестовано 833 человека. Расстреляно по приговору или убито при задержании 96 человек, отправлено в концентрационный лагерь 83, освобождено из заключения 448.
23 февраля 1922 был издан декрет ВЦИК об изъятии церковных ценностей для нужд голодающих. Власть сознательно использовала вопрос о церковных ценностях для того, чтобы начать мощную антицерковную кампанию. В рамках кампании в пользу государства изымались принадлежащие Православной церкви предметы из драгоценных металлов и камней, что вызвало сопротивление представителей духовенства и части прихожан. Кампания сопровождалась арестами священнослужителей, из которых четверо были расстреляны. Большой резонанс вызвал расстрел прихожан в Шуе, во время которого были убиты четыре человека.
В марте начались допросы патриарха Тихона. 5 мая 1922 патриарх был вызван в суд на процесс московского духовенства. Суд вынес частное определение о привлечении гр-на Беллавина к уголовной ответственности. После этого Патриарх находился под арестом в Донском монастыре, в полной изоляции от внешнего мира. Судя по многочисленным публикациям в советской прессе весной 1923 года писем от граждан, требовавших сурово покарать «людоеда» Тихона, власти готовились к расправе над патриархом. Патриарх Тихон был освобождён только после заявления о том, что он «раскаивается в проступках против государственного строя».
7 мая 1922 года Московский революционный трибунал по обвинению в противодействии изъятию церковных ценностей, что квалифицировалось как контрреволюционная деятельность, осудил 49 человек, в том числе приговорил к расстрелу 11 человек (9 священников и 3 мирян). Из них были расстреляны священники Х. А. Надеждин, В. И. Соколов, А. Н. Заозерский, иеромонах М. Телегин и мирянин С. Ф. Тихомиров.

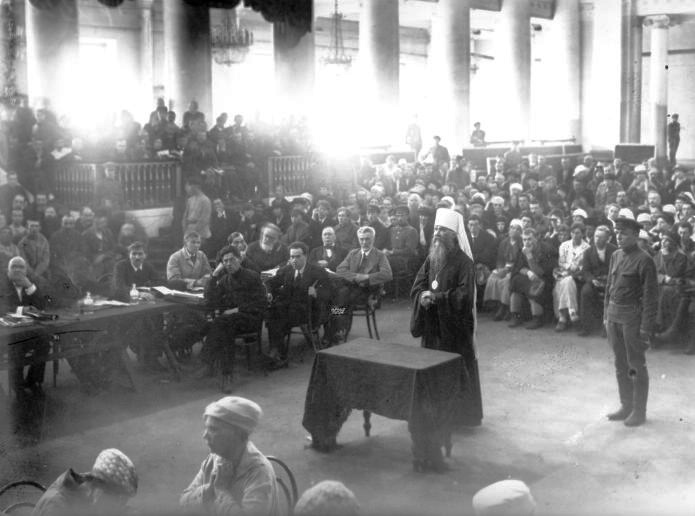
Митрополит Вениамин на суде

В Петрограде в связи с сопротивлением изъятию ценностей из некоторых церквей было арестовано 87 человек. Судебный процесс над ними проходил с 10 июня по 5 июля 1922. Петроградский революционный трибунал приговорил к расстрелу 10 подсудимых, шестерым из которых смертная казнь была заменена лишением свободы. Были расстрелян митрополит Вениамин (Казанский), архимандрит Сергий (Шеин), адвокат И. М. Ковшаров и профессор Ю. П. Новицкий.
12 мая 1922 года Новгородский революционный трибунал вынес приговор по делу о беспорядках в связи с изъятием ценностей в Старой Руссе. К смертной казни за контрреволюционную деятельность были приговорены священники В. И. Орлов, В. А. Пылаев и Н. М. Смыслов. Остальные 15 подсудимых были приговорены к различным срокам заключения.
Донской Областной Ревтрибунал с 22 по 30 августа 1922 года дело по обвинению ростовского епископа Арсения (Смоленец Александр), 7 священников и 25 прихожан, участвовавших в волнениях 11 марта 1922 года у Кафедрального Собора города Ростова-на-Дону, когда члены комиссии по изъятию подверглись избиению. Трибунал вынес расстрельный приговор Арсению, но благодаря объявленной к годовщине Октябрьской революции амнистии заменил высшую меру наказания лишением свободы на десять лет.
После судебного процесса над группой духовенства, проходившего в Царицыне с 9 июня 1922 года, был осужден и расстрелян викарий Донской епархии епископ Нижне-Чирский Николай (Орлов).
В Смоленске Выездная Сессия Военной Коллегии Верховного Трибунала ВЦИК с 1 по 24 августа 1922 года рассматривала дело «Смоленских церковников», по которому привлечено было 47 человек. Из них к расстрелу были приговорены Залесский, Пивоваров, Мясоедов и Демидов, а к различным срокам заключения было приговорено ещё 10 проходивших по этому делу.
Революционный Трибунал Чувашской Автономной области в мае 1922 года провёл судебное разбирательство в отношении благочинного протоиерея А. А. Соловьева и группы верующих. Благочинный А. А. Соловьев и активный участник сопротивления изъятию Н. Я. Галахов были приговорены к расстрелу.
Второй судебный процесс над духовенством Москвы и Московской губернии, так называемый «процесс второй группы церковников», проходил с 27 ноября по 31 декабря 1922 года Трибунал рассмотрел дела 105 обвиняемых. Среди обвиняемых были священники, профессора, учителя, студенты, рабочие, крестьяне и так далее. Наиболее активным участникам сопротивления изъятию ценностей был вынесен смертный приговор. Однако в связи с амнистией, объявленной к годовщине революции, расстрел был заменён тюремным заключением.
Судебные процессы над духовенством прошли в 1922—1923 годах по всей России. В литературе указывается, что было рассмотрено 250 судебных дел в связи в сопротивлением изъятию церковных ценностей. Только к середине 1922 года уже состоялся 231 судебный процесс, 732 человека оказалось на скамье подсудимых. В 1923 году в VI отделении («церковном») секретно-политического отдела ГПУ находилось в производстве 301 следственное дело, было арестовано 375 человек и выслано в административном порядке, в том числе за границу, 146 человек. К концу 1924 года в тюрьмах и лагерях побывало около половины всего российского епископата — 66 архиереев. По данным Православного Свято-Тихоновского Богословского Института, общее количество репрессированных церковных деятелей в 1921—1923 годах составило 10000 человек, при этом был расстрелян каждый пятый — всего около 2000.
Постановление политбюро РКП(б) «О меньшевиках», принятое в декабре 1921 года, предписывало «политической деятельности их не допускать, обратив сугубое внимание на искоренение их влияния в промышленных центрах. Самых активных высылать в административном порядке в непролетарские центры, лишив их права занимать выборные должности, вообще должности, связанные с общением с широкими массами». Через месяц, вернувшись к этому вопросу, политбюро решило: «Репрессии против меньшевиков усилить и поручить нашим судам усилить их».
В 1922 году было создано «Особое совещание при Коллегии ГПУ» (ОСО). Оно имело право приговаривать к ссылке или высылке из пределов РСФСР на срок до 2 лет «за антисоветскую деятельность, причастность к шпионажу, бандитизм и контрреволюцию».
Ленин, дополняя проект Уголовного кодекса РСФСР, писал «По-моему, надо расширить применение расстрела (с заменой высылкой заграницу) …ко всем видам деятельности меньшевиков, эсеров и т. п.; найти формулировку, ставящую эти деяния в связь с международной буржуазией и её борьбой с нами…» В речи на XI съезде РКП(б) он заявлял «За публичное доказательство меньшевизма наши революционные суды должны расстреливать, а иначе это не наши суды». В феврале 1922 года в Москве были арестованы члены бюро Социал-демократического союза молодёжи (Б. Сапир, Л. Ланде, А. Кранихфельд, И. Зуев, Е. Додонов, Е. Тихомирова и другие). В марте 1922 года  политбюро ЦК РКП(б) решило готовить «гласный суд над с.-д. молодежью», но мужественное поведение подследственных заставило политбюро отменить своё решение и «ограничиться применением в данном случае административной ссылки».
Летом 1922 года «контрреволюционная деятельность» правых эсеров была «окончательно всенародно разоблачена» на московском процессе членов ЦК с.-р. партии (Гоца, Тимофеева и других), несмотря на защиту их лидерами II Интернационала. Руководство правых эсеров обвинили в организации терактов против большевистских лидеров в 1918 г. (убийство М. Урицкого и В.Володарского, покушение на Ленина). В августе 1922 года лидеры партии (12 человек, среди них 8 членов ЦК) были условно приговорены Верховным трибуналом ВЦИК трибуналом к смертной казни: приговор в отношении их должен был быть незамедлительно приведен в исполнение, если партия эсеров станет использовать вооруженные методы борьбы против советской власти (14 января 1924 года смертный приговор был заменен 5-летним тюремным заключением с последующей 3-летней ссылкой в отдаленные районы страны). Ещё десять подсудимых были приговорены к разным срокам заключения. Уже после процесса, в сентябре 1922 г. был арестован и приговорен к расстрелу, замененному 10 годами заключения, ещё один член ЦК партии, В. Рихтер.
В сентябре и ноябре 1922 года примерно 160 интеллектуалов, уличённых в контрреволюционной пропаганде, были высланы за границу.

## Политические репрессии после образования СССР
21 марта 1923 г. в Москве начался суд по делу католического духовенства Петрограда, обвинённого в создании антисоветской, контрреволюционной организации с целью противодействия декрету об отделении церкви от государства и инструкции о порядке проведения в жизнь этого декрета. Основными обвиняемыми на процессе были архиепископ Ян Цепляк и прелат Константин Ромуальд Будкевич. По решению трибунала Будкевич был приговорён к расстрелу. К такому же наказанию был приговорён и архиепископ Цепляк, но ему Президиум ВЦИК заменил смертный приговор десятью годами тюремного заключения. Приговор Будкевичу был утверждён, так как он якобы являлся государственным изменником в пользу «иностранного буржуазного правительства» (имелись в виду его контакты с польскими дипломатами в интересах церкви). Л. Фёдоров и ещё три священника были приговорены к 10 годам заключения, ещё пятеро — к 3 годам заключения. В ноябре 1923 года были арестованы и члены московской общины доминиканок третьего ордена во главе с матерью Екатериной.
В 1924 году Особое совещание при ОГПУ получило право приговаривать к заключению в лагерь на срок до 3-х лет.
В 1925 года ОГПУ сфабриковало в Ленинграде дело по обвинению группы выпускников Александровского лицея в создании контрреволюционной монархической организации. 26 человек были расстреляны, а ещё 54 были приговорены к различным срокам заключения и ссылки.
В июне 1927 года был арестован и затем приговорён к смертной казни духовный лидер иудейского хасидского движения Хабад Йосеф Шнеерсон. Под давлением общественности (германские и латвийские парламентарии, «Политический Красный Крест») была заменена на ссылку в Кострому, однако через несколько дней ссылка была заменена на выдворение из СССР.

## «Массовые операции» ОГПУ летом 1927 года
К лету 1927 года СССР, ввиду проводившейся им политики по «экспорту революции», оказался втянутым в конфликт с Великобританией. 27 мая Великобритания расторгла британо-советские торговые и дипломатические отношения. В СССР эти события были преподнесены как подготовка к новой иностранной интервенции, в стране началось нагнетание «предвоенного психоза». Именно этот период некоторые историки:309 ставят отправной точкой сталинских репрессий.
Видя ухудшение международного положения СССР, РОВС принял решение об активизации террористической деятельности. В Ленинграде было проведено несколько терактов, направленных против ОГПУ и партактива. 7 июня полномочный представитель СССР в Польше П. Л. Войков был убит русским гимназистом Борисом Ковердой. После этого уже вечером 7 июня Сталин, находящийся на отдыхе в Сочи, направил в Москву Молотову шифрограмму: «Всех видных монархистов, сидящих у нас в тюрьме или в концлагере, надо не медля объявить заложниками. Надо теперь же расстрелять пять или десять монархистов. Надо отдать ОГПУ директиву о повальных обысках и арестах монархистов и всякого рода белогвардейцев по всему СССР с целью их полной ликвидации всеми мерами. Убийство Войкова даёт основание…». К вечеру 8 июня шифрограмма Сталина материализовалась в решении «экстренного» заседания Политбюро, в котором, в частности, говорилось: «… с призывом рабочих и всех трудящихся к напряжённой бдительности и с поручением ОГПУ … произвести массовые обыски и аресты белогвардейцев … опубликовать сообщение ОГПУ с указанием в нём на произведённый расстрел 20-ти видных белогвардейцев … согласиться с тем, чтобы ОГПУ предоставило право вынесения внесудебных приговоров вплоть до расстрела соответствующим полномочным представителям …», то есть был запущен в ход весь механизм массовых репрессий. И уже в ночь с 9 на 10 июня в Москве были без суда, как заложники (но заложники, которые были взяты «в заложники» уже после убийства Войкова) расстреляны 20  представителей знати бывшей Российской империи, многие из которых не были ни монархистами, ни активными борцами с советской властью. Казнь известных и ни в чём не виновных лиц вызвала многочисленные протесты по всему миру. Сталин ответил на эти протесты:

«Недавно был получен … протест … по поводу расстрела двадцати террористов и поджигателей из рядов русских князей и дворян. …расстрел двадцати „светлейших“ есть необходимая мера самообороны революции… Что касается расстрела двадцати „сиятельных“, то пусть знают враги СССР, враги внутренние, так же как и враги внешние, что пролетарская диктатура в СССР живёт и рука её тверда»:351-352
— «Правда» от 26 июня 1927 года
Документы свидетельствуют, что во время «июньской операции» было проведено до 20 тыс. обысков и арестованы 9 тыс. человек. Основной удар пришёлся по деревне зерновых районов — по Украине, Центральному Чернозёмью, Дону и Северному Кавказу. Арестам подвергались «бывшие» — помещики, белые, особенно вернувшиеся в СССР — «репатрианты» — а также «кулаки», «буржуи», «торговцы», «попы и церковники» и  группы интеллигенции, собиравшиеся для обсуждения литературных новинок и просто дружеских бесед. В докладной записке Менжинского В. Р. от 19 июня в Политбюро ЦК ВКП(б) говорилось: «ОГПУ предполагает число расстрелянных ограничить сравнительно небольшой цифрой, передавая дела главных шпионских организаций в гласный суд». Но гласных судов не было. 26 июня 1927 года Сталин ответил на запрос Менжинского, нужно ли сворачивать «операцию», отрицательно и с подробной инструкцией, где и как следует продолжать искать «английских шпионов».

### Борьба с внутрипартийной оппозицией
Только за два с половиной месяца — со второй половины ноября 1927 года до конца января 1928 года — за принадлежность к «левой оппозиции» из партии были исключены 2288 человек (ещё 970 оппозиционеров исключили до 15 ноября 1927 года). Очищение партии от оппозиции продолжалось на протяжении всего 1928 года. Большая часть исключённых была направлена в административную ссылку в дальние районы страны. В середине января 1928 года лидер оппозиции Л. Д. Троцкий был сослан в Алма-Ату, а в 1929 г. он был выслан за рубеж. Другой лидер, Г. Е. Зиновьев, также был отправлен в ссылку в 1928 г., но в том же году он покаялся и «разоружился», был восстановлен в партии и назначен ректором Казанского университета, а затем возвращён на работу в Москву.

### Шахтинское дело
Шахтинское дело — открытый показательный процесс, состоявшийся в 1928 в Донбассе. Техническим специалистам, в том числе иностранцам, вменялось ведение в СССР шпионской деятельности и вредительство. 53 инженера и руководителя обвинены в умышленном вредительстве, создании подпольной вредительской организации. Четверо из 53 были оправданы. Изначально одиннадцать человек приговорены к расстрелу. Впоследствии шестерым из них Президиум ЦИК заменил расстрел 10 годами лишения свободы.

### Репрессии против интеллигенции
В 1928—29 годах были арестованы и осуждены во внесудебном порядке участники религиозно-философского кружка «Воскресение».
В 1929—1931 годах Ленинградским ОГПУ было сфабриковано Академическое дело против краеведов и учёных Академии наук в Ленинграде, где до 1934 года находилась Академия наук.